# SNP Media
SNP Media is een Nederlandse multimediale productiemaatschappij, die onder meer televisieprogramma's, evenementen en corporate films produceert.
Het bedrijf werd in 1979 opgericht door René Stokvis, die er tot 1 november 2007 algemeen directeur was. Nog altijd is hij aan het bedrijf verbonden; tegenwoordig als adviseur. SNP Media is een van de werkmaatschappijen van SNP Holding, dat onderdeel is van Endemol Groep. De huidige directie van SNP Holding bestaat uit Peter Adrichem (algemeen directeur) en Stokvis' neef Jasper Stokvis (commercieel directeur).
SNP Media produceert zowel voor de publieke als de commerciële omroepen. Voorbeelden van programma's zijn: Te land, ter zee en in de lucht, Una Voce Particolare, Ik vertrek, Onverwacht Bezoek, Ingang Oost en That's the Question. Het bedrijf maakt ook gesponsorde programma's, waaronder De Tuinruimers en De Grote Beurt.